# 1969年臺灣
|        | 臺灣歷史 \| 台灣歷史年表 |
| 世纪： | 19世纪臺灣 \| 20世纪臺灣 \| 21世纪臺灣 |
| 年代： | 1930年代臺灣 \| 1940年代臺灣 \| 1950年代臺灣 \| 1960年代臺灣 \| 1970年代臺灣 \| 1980年代臺灣 \| 1990年代臺灣                                           |
| 年份： | 1964年臺灣 \| 1965年臺灣 \| 1966年臺灣 \| 1967年臺灣 \| 1968年臺灣 \| 1969年臺灣 \| 1970年臺灣 \| 1971年臺灣 \| 1972年臺灣 \| 1973年臺灣 \| 1974年臺灣 |
| 纪年： | 己酉年（鸡年）、中華民國58年 |

## 政府

### 國家正副元首

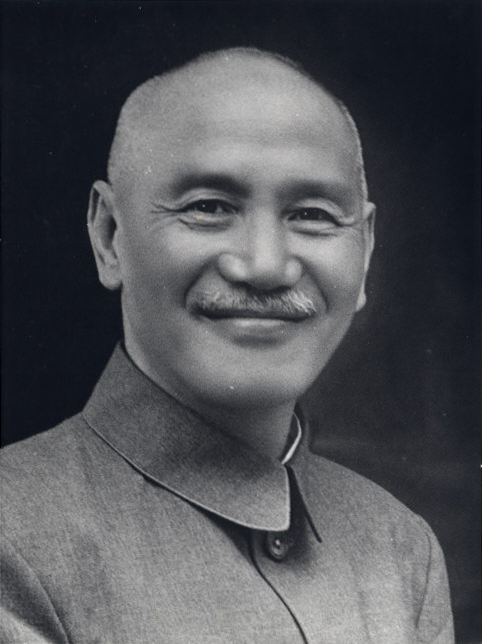
總統：蔣中正
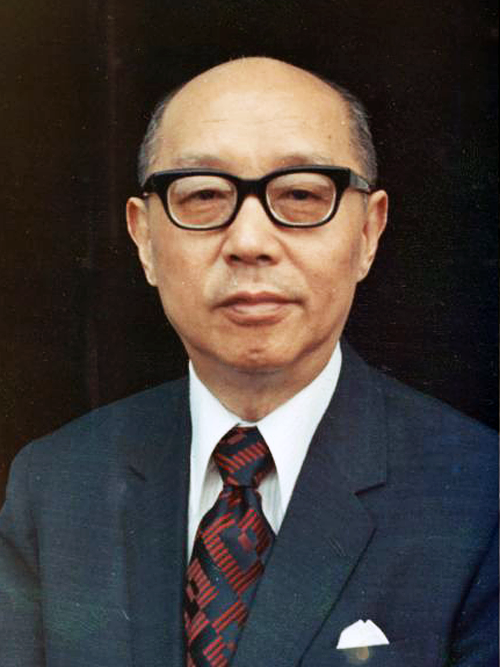
副總統：嚴家淦

### 五院首長

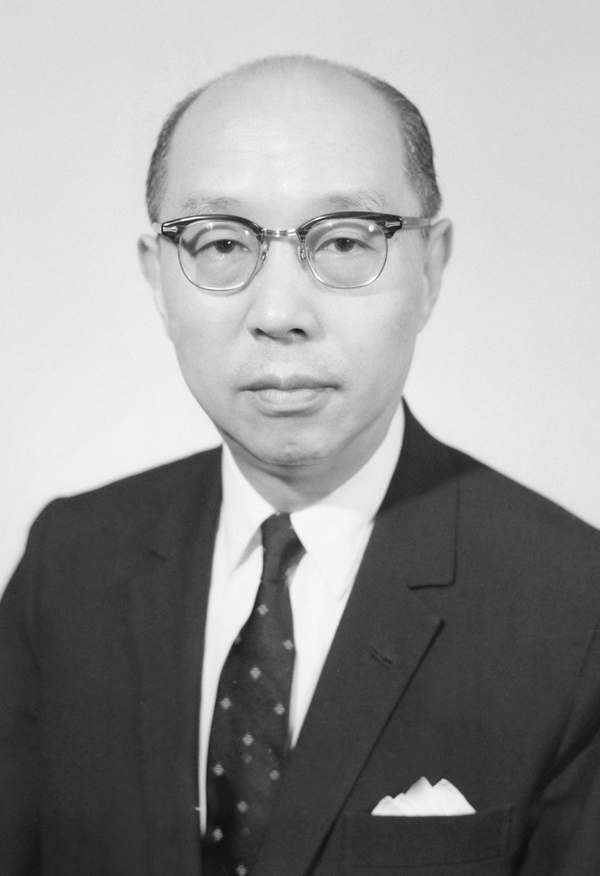
行政院院長：嚴家淦（副總統兼任）
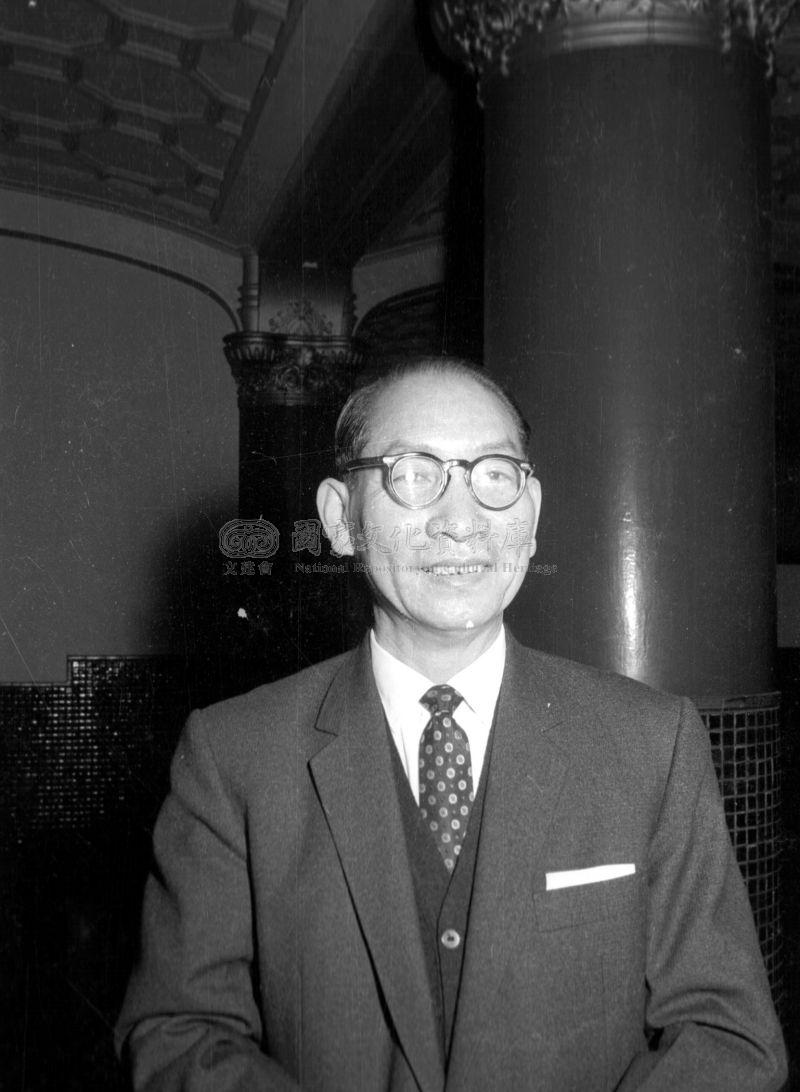
立法院院長：黃國書
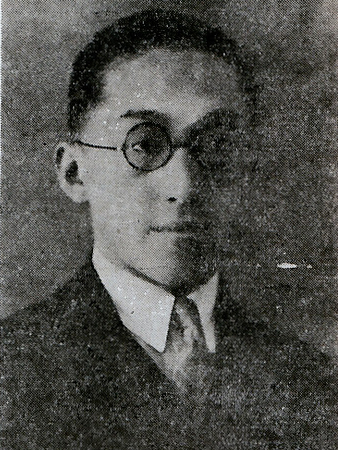
司法院院長：謝冠生
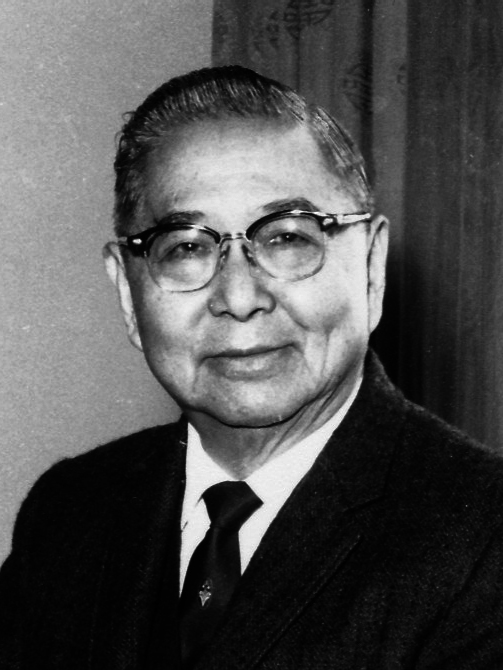
考試院院長：孫科
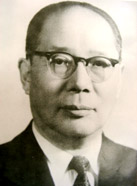
監察院院長：李嗣璁

### 省政府主席

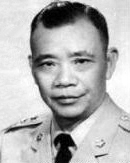
臺灣省政府主席：陳大慶
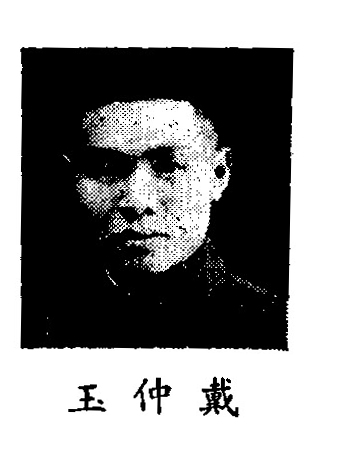
福建省政府主席：戴仲玉

### 成員變動

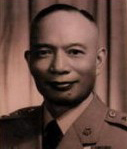
臺灣省政府主席：黃杰（調任國防部部長）

## 大事記

### 1月

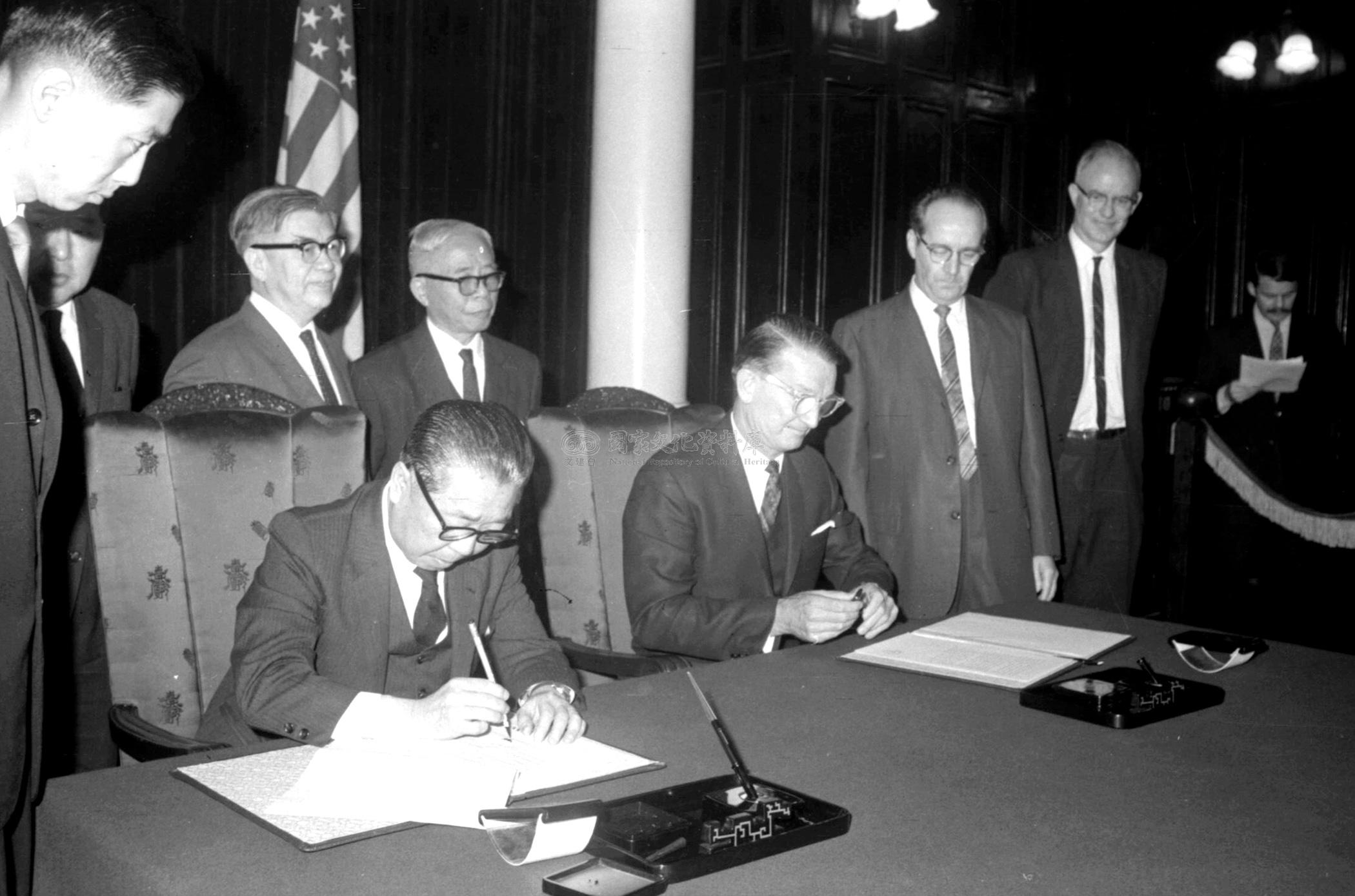
1969年1月23日，外交部長魏道明與美國駐華大使馬康衛簽訂「中美科學技術合作協定」。

- 1月1日——經濟部國際貿易局、中央銀行外匯局成立[1]:766。
- 1月4日——羅友倫接任國防部總政治部主任[1]:766。
- 1月6日——行政院長嚴家淦在立法院報告本年施政重點在延長九年國教和發展科學[1]:766。
- 1月9日——蔣中正頒布命令，對林口特定區實施禁建2年[1]:766。
- 1月10日——中央銀行總裁徐柏園稱：1968年外貿總值7億,000萬美元，較前年增加17%[1]:766。
- 1月14日——任命管傳埰為駐盧安達大使[1]:766。
- 1月15日——加入國際金融公司，駐美大使周書楷於華府簽署協議條款[1]:767。
- 1月18日——畫家張大千捐贈敦煌壁畫臨摹本，入藏國立故宮博物院[1]:767。
- 1月23日——外交部長魏道明與美大使馬康衛簽訂「中美科學技術合作協定」[1]:767。

### 2月

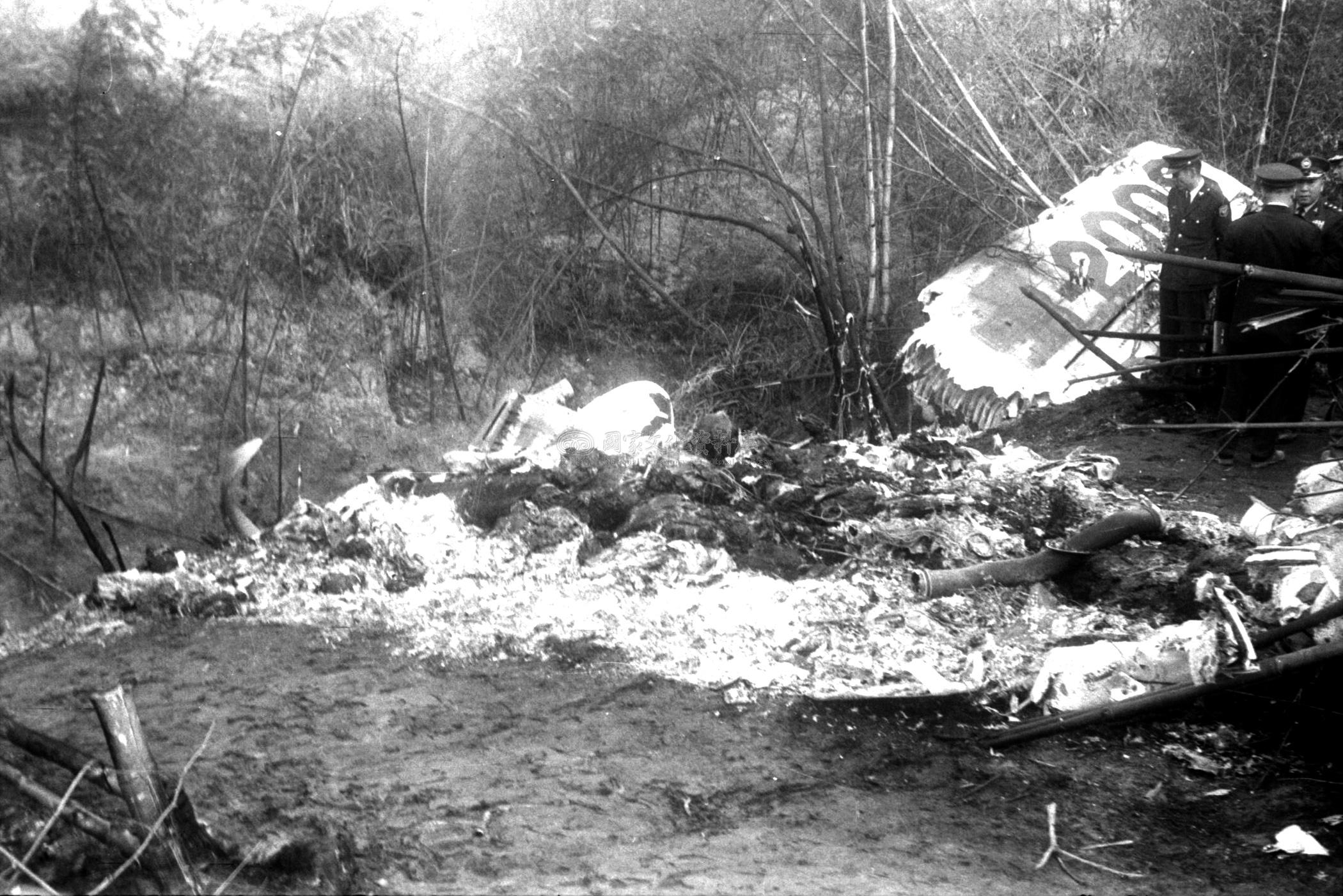
遠東航空104號班機殘骸

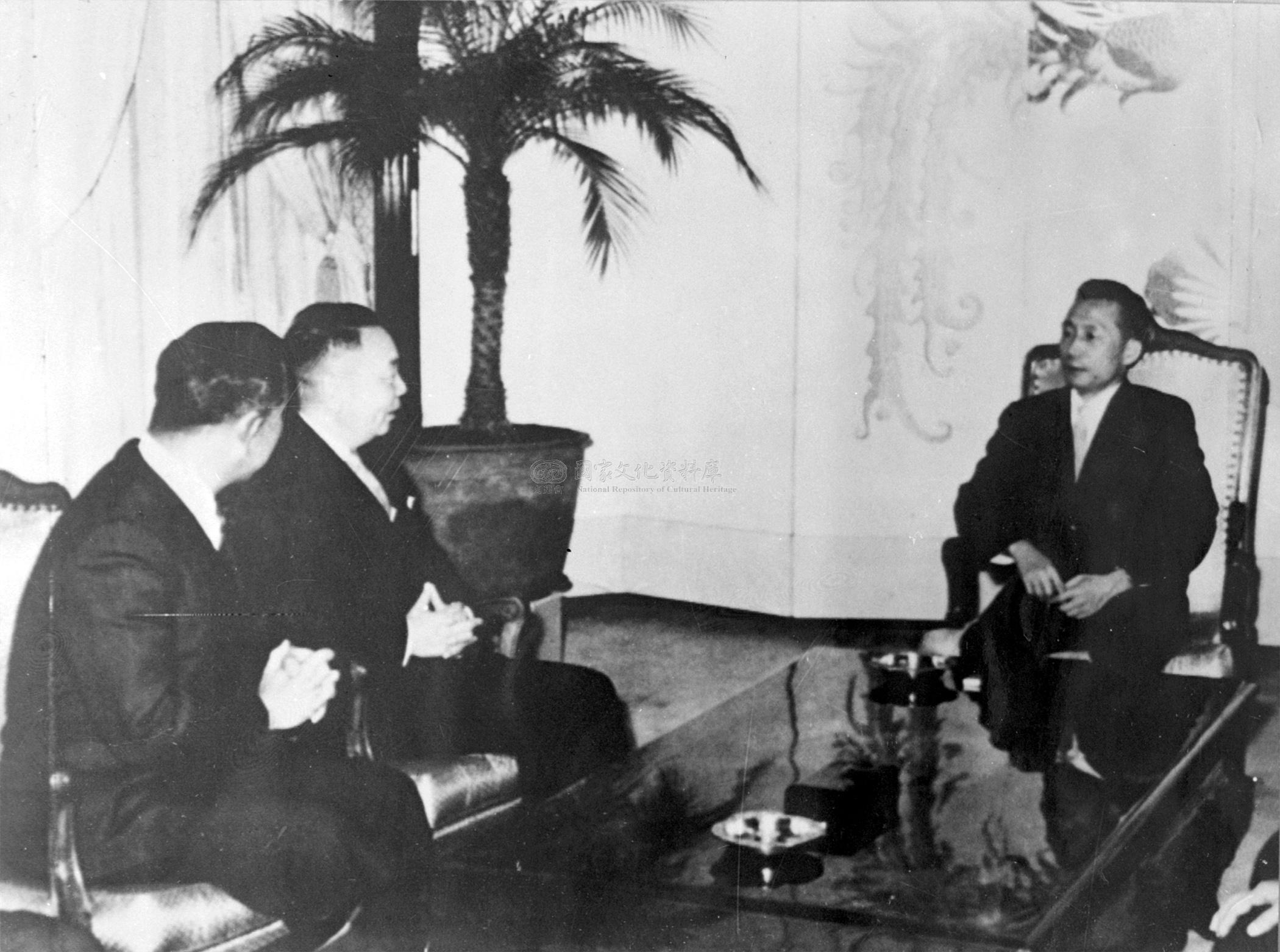
1969年2月25日，國防部長蔣經國赴韓與韓國總統朴正熙會談。

- 2月15日——教育部設置中山助學金，培植中國大陸逃港青年完成學業[1]:768。
- 2月19日——特任沈昌煥為駐泰國大使，彭孟緝為駐日本大使，陳之邁為駐教廷大使[1]:768。
- 2月23日——中國民主社會黨主席張君勵在美國病逝（江蘇寶山縣人，曾主導起草1947年之中華民國憲法之制訂。）[1]:768。
- 2月24日——遠東航空公司國內班機失事，墜毀於臺南縣，罹難者36人；國防部長蔣經國訪問韓國（2月25日，與韓國總統朴正熙、總理丁一權及外交部長崔圭夏等會談。2月28日，返臺。）[1]:768。蔣經國代表中華民國政府贈勳大韓民國國軍七位高級將領[2]:521
- 2月26日——特任黃季陸繼羅家倫為國史館館長[1]:768。
- 2月28日——抗戰時期任中國戰區美軍總司令魏德邁訪臺[1]:768。

### 3月

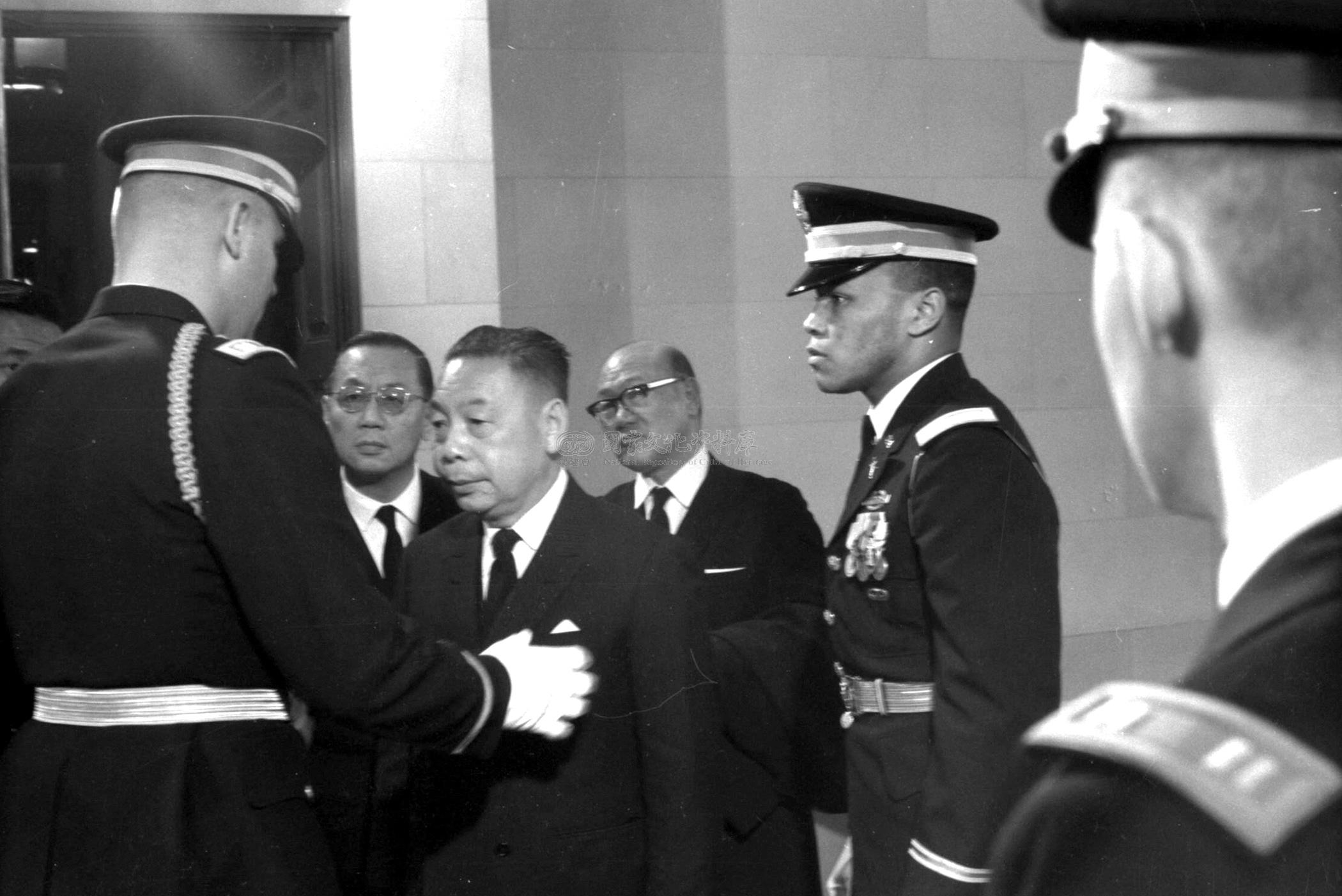
1969年3月31日，國防部長蔣經國赴美參加前美國總統艾森豪的葬禮。

- 許席圖等37人因籌組「統一中國促進委員會」，企圖與中共進行和平統一，被捕判刑[1]:770。
- 3月1日——漢翔航空成立。
- 3月11日——「中、日民航官員集會」修訂「中、日空運臨時協定」（3月22日，達成協議；4月23日，換文修訂，高雄納入航線。）[1]:769。
- 3月12日——總統府國策顧問沈鴻烈病逝（湖北天門人，創辦東北海軍，擔任過山東省政府主席等要職[1]:769。
- 3月13日——「中、韓紡織業第一屆聯席會議」決定設聯合委員會，對抗美國限額政策[1]:769。
- 3月19日——臺北北投公路完成，舉行通車典禮[1]:769。
- 3月24日——美國太平洋總司令馬侃（John S. McCain Jr. ）訪臺（1968年8月1日，任職。）[1]:769-770。
- 3月25日——圓山忠烈祠改建完成，舉行竣工典禮[1]:770。
- 3月29日——中國國民黨第十次全國代表大會在陽明山中山樓揭幕[1]:770。
- 3月31日——國防部長蔣經國在華盛頓參前美國總統艾森豪喪禮（4月1日，與美國總統尼克森會面；4月3日，返臺。）[1]:770。

### 4月

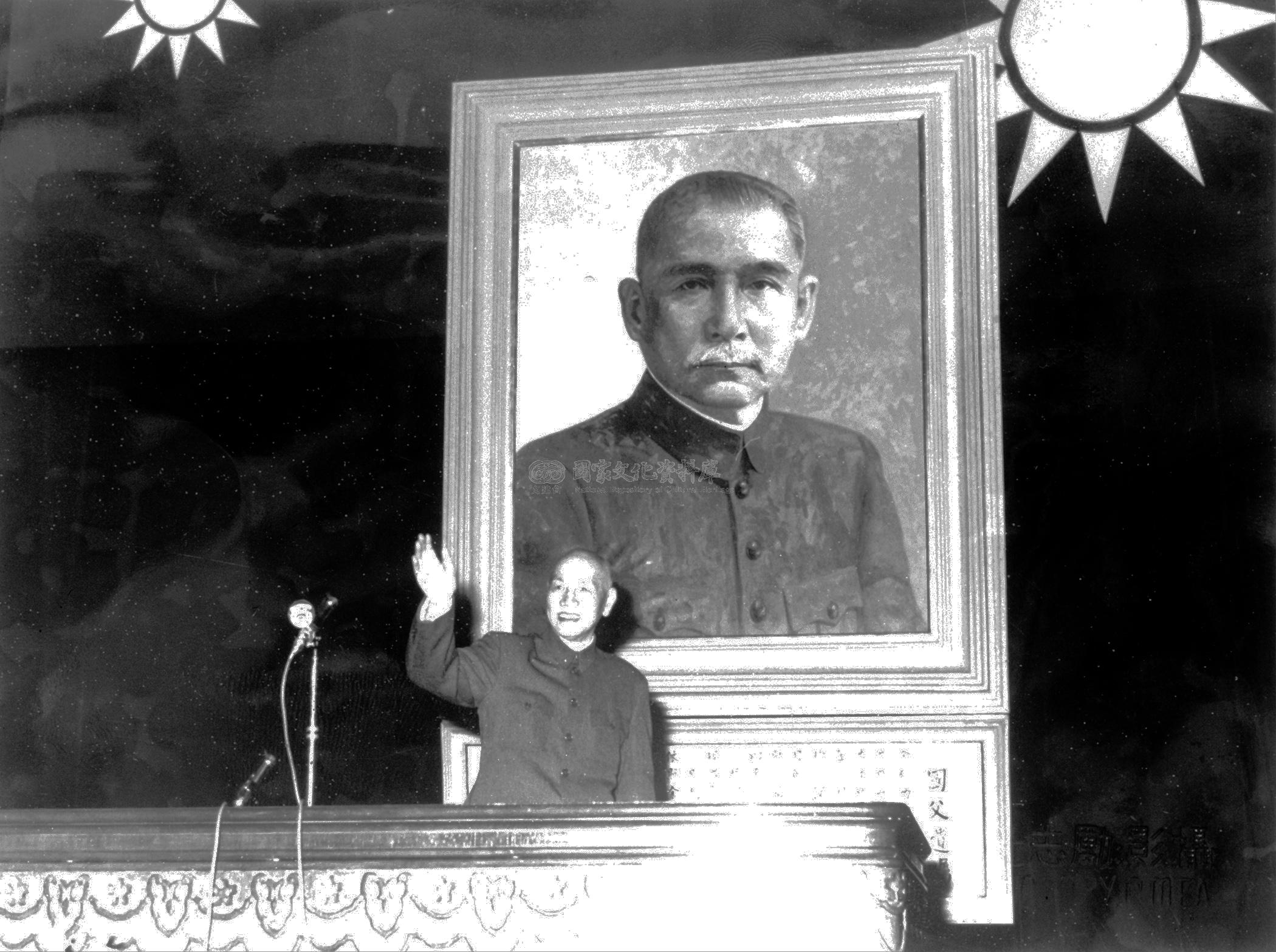
1969年4月9日，中華民國總統兼中國國民黨總裁蔣中正主持中國國民黨第十次全國代表大會閉幕典禮。

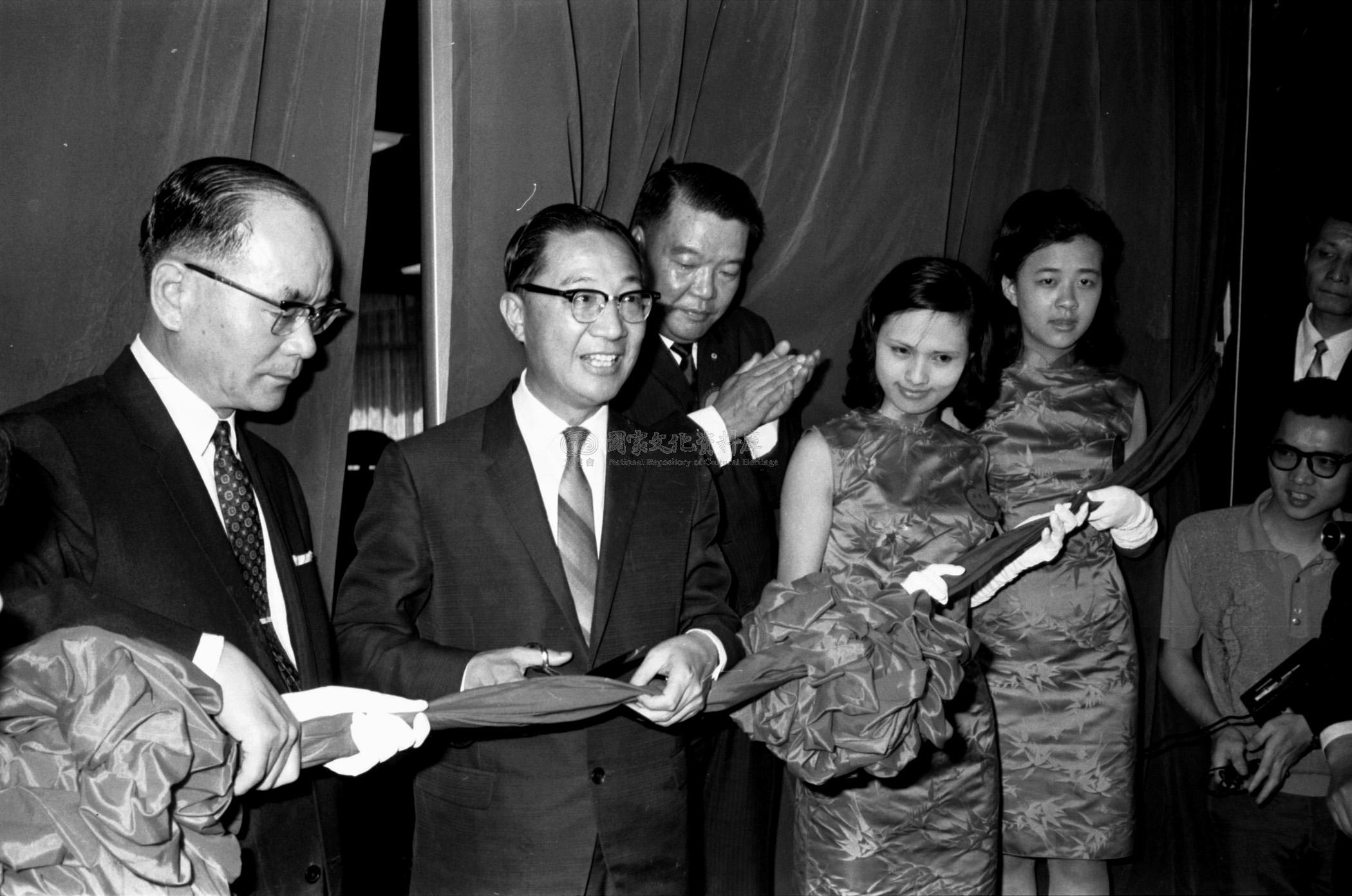
1969年4月21日，台北市銀行舉行開業儀式，由財政部長俞國華剪綵，台北市長高玉樹揭幕。

- 4月4日——中國國民黨十全代表大會通過黨章修正案，刪除副總裁一職，增設中央評議委員主席團（4月5日，通過「現階段黨的建設案」及「中國國民黨政綱案」；4月7日，修正通過「策進全面實施平均地權及貫徹耕者有其田綱領」及「積極策進光復大陸案」；4月9日，選出嚴家淦等99人為中央委員。）[1]:770。
- 4月9日——美國國務院遠東事務助理國務卿葛林（Marshall Green）訪臺（4月11日，離臺飛韓。）[1]:770。
- 4月10日——蔣中正主持中國國民黨第十屆中央委員會第一次全體會議，任張寶樹為秘書長，同時選舉嚴家淦、蔣經國等21人為中央常務委員[1]:770。
- 4月18日——臺灣省政府主席黃杰宣布加速海埔地開發利用，東部土地開發暫停一年[1]:771。
- 4月20日——孫中山外籍顧問荷馬李（Homer Lea）夫婦靈骨安葬陽明山公園[1]:771。
- 4月22日——臺北市銀行開業[1]:771。
- 4月23日——美國總統尼克森在美國國會就四八〇法案報告中，讚揚臺灣對亞、非開發國家之農業技術援助[1]:771。
- 4月25日——「中、美合作創立之土地改革訓練所」開訓[1]:771。
- 4月28日——教宗保祿六世宣布于斌總主教升任樞機主教[1]:771。
- 4月29日——財政部長俞國華暫兼中央銀行總裁，原總裁徐柏園免職[1]:771。
- 4月30日——國防部宣布，預備軍官自本年起停止普遍徵訓，改為志願考選[1]:771。

### 5月
```
親筆函。]]
```

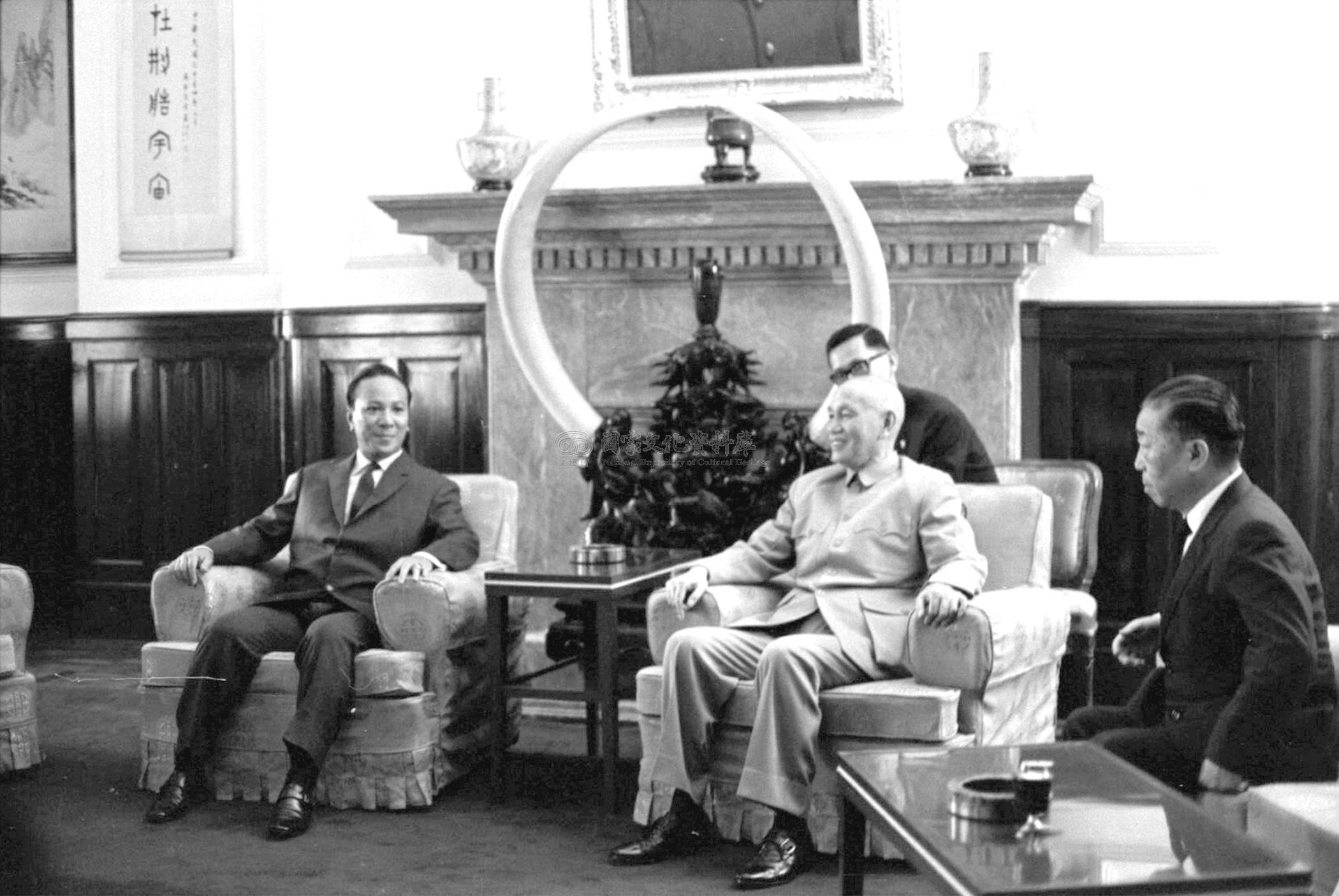
1969年5月31日，越南共和國總統阮文紹於總統府與總統蔣中正會談。

- 5月2日——日本任命板垣修繼島津久大為駐臺大使[1]:771。
- 5月12日——國防部長蔣經國訪問泰國（5月13日，與泰國首長兩度舉行秘密會報；5月14日，覲見泰王蒲美蓬，呈遞國書及蔣中正親筆函；5月15日，與國務院長他儂·吉滴卡宗會談；5月17日，返臺。）[1]:771。
- 5月15日——蔣經國與泰國國務院長商討亞太地區七全及雙方合作問題[2]:490；美國商務部長史丹斯（Maurice H. Stans）訪臺[1]:772。
- 5月20日——國際貿易局宣布，越南共和國除外，水泥暫停出口[1]:772。
- 5月30日——越南共和國總統阮文紹訪問臺灣（6月3日，與蔣中正舉行第三度會談，並發表共同對付共產黨侵略之聯合公報。）[1]:772。

### 6月
- 6月1日——臺北日本總領事館成立[1]:772。
- 6月17日——國家科學委員會通過「中、美科學技術合作辦法」（12月17日，開始執行。）[1]:773。
- 6月18日——特任湯武、丁懋時分為駐厄瓜多爾共和國、剛果民主共和國大使（8月6日，湯武呈遞到任國書。）[1]:773。
- 6月25日——行政院局部改組，蔣經國任副院長、黃杰任國防部長、李國鼎任財政部長、鍾皎光任教育部長、陶聲洋任經濟部長、俞國華任中央銀行總裁[1]:773。
- 6月26日——任陳大慶為臺灣省政府委員兼主席[1]:773。
- 6月28日——特任鄭為元為副參謀總長，羅列為聯合作戰研究委員會主委，于豪章為陸軍總司令[1]:773。

### 7月
- 7月3日——蔣中正發表臺灣省政府委員及廳長新人事；反共救國軍海上突擊隊在閩江口擊沈中共軍艦3艘[1]:773。
- 7月6日——行政院訂定十項具體措施，改革政風[1]:774。
- 7月7日——吳東權主編之《文藝》月刊創刊[1]:774。
- 7月8日——中央研究院院士林可勝病逝（祖籍福建海澄，新加坡華僑，對中國軍醫制度之建立與國防醫藥機構方面之發展貢獻很大，有「中國生理學之父」之稱。）[1]:774。
- 7月17日——行政院聲明，鄰接領海海底天然資源，政府均得行使主權[1]:774。
- 7月18日——經濟部決定增產稻米換取小麥，彌補貿易逆差，並謀改善國內雜糧生產[1]:774。
- 7月23日——中、日簽定協議，日本以技術、設備、3年為期協助臺灣設立職訓中心（9月25日，行政院核定中、日合作訓練技術人員合約；12月5日，中、日簽署協定，合作成立南北職業訓練中心。）[1]:774。
- 7月28日——金龍少年隊在日本以3A：0擊取日本隊，獲得世界少棒太平洋區代表權（8月23日，在美國榮獲世界少棒賽冠軍。）[1]:774-775。
- 7月31日——「財政、經濟、金融會報」正式成立，由行政院副院長蔣經國主持；同時修正「行政院國際經濟合作發展委員會組織規程」，蔣經國兼主任委員[1]:775。

### 8月

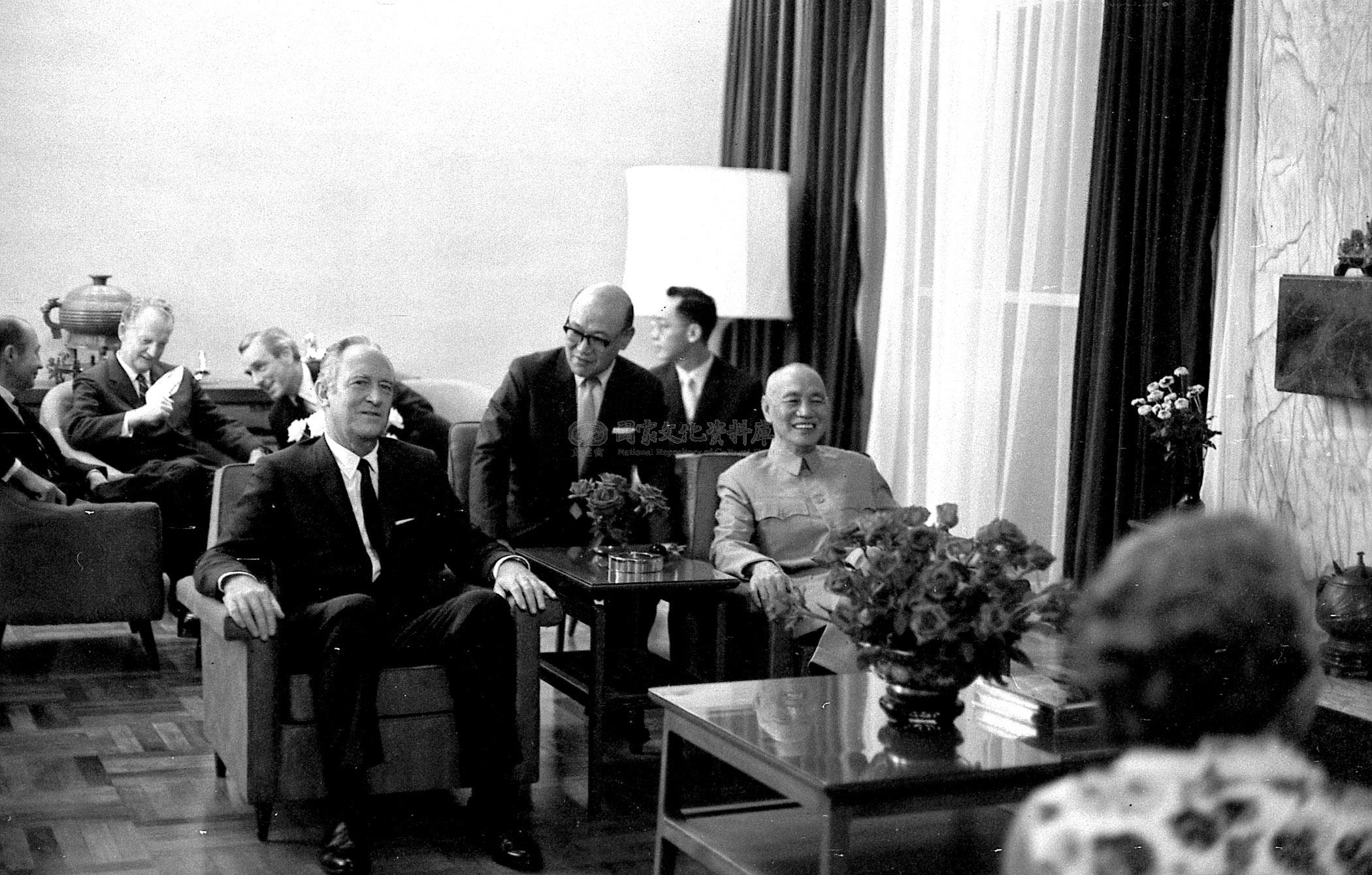
1969年8月2日，總統蔣中正於日月潭涵碧樓接見美國國務卿羅吉斯。

- 8月1日——美國國務卿羅吉斯訪臺（8月2日，拜會行政院副院長蔣經國，面邀蔣經國赴美訪問；8月3日，蔣中正三度接見後，離開臺灣。）[1]:775。
- 8月6日——OH-6A型美援直升機首批移交臺灣陸軍使用[1]:775。
- 8月11日——特任俞叔平為駐尼加拉瓜大使，駐吉隆坡總領事張仲仁兼任駐馬爾地夫大使[1]:775。
- 8月12日——中華觀光開發公司成立[1]:775。
- 8月17日——美國環球航空公司班機首航臺北[1]:775。
- 8月20日——美國國務卿羅吉斯重申美國無意主張「兩個中國」政策[1]:775。
- 8月23日——美國國會議員訪問團訪問臺灣3天[1]:776；第23屆世界少棒大賽在美國賓州威廉波特舉行。台中金龍少棒隊首戰加拿大代表隊以5:0獲勝，第二場以4A:3勝美北隊，決賽則以5A:0大勝美西隊，勇奪冠軍。
- 8月25日——蔣中正手諭「限期杜絕車禍」，限國軍3個月內杜絕車[1]:776。

### 9月
- 9月1日——柏楊在《自立晚報》刊登改編的大力水手漫畫被捕，並依匪諜罪嫌判處12年有期徒刑。
- 9月10日——蔣中正主持國家安全會議，討論國家建設重點[1]:776。
- 9月15日——行政院決設立工業發展局，以加強推行工業建設[1]:776。
- 9月16日——臺灣大學哲學系教授殷海光病逝（湖北黃岡人，《自由中國》編輯及作者，堅持為文批評時政，為臺灣第一代自由主義代表者之一；著有《中國文化的展望》等書。）[1]:776；一軍官開會後下陽明山急馳，蔣介石總統座車車隊緊急剎車，導致蔣伉儷遭遇車禍均受傷；隔月健檢時發現蔣氏胸腔遭撞擊至心臟辨膜受傷。蔣氏健康狀況從此欠佳。
- 9月18日——行政院通過設立衛生署，擴大原子能委員會，並籌設原子爐安全評估委員會[1]:776。
- 9月26日——財政部長李國鼎在華盛頓與美方討論「中、美貿易問題」（10月4日，與美國國務卿羅吉斯磋商「中、美經濟合作事宜」。）[1]:777。
- 9月28日——經濟部長陶聲洋病逝美國（江西南昌人，留學德國，先後在美援運用委員會及國際經濟合作發展委員會任職，1969年出任經濟部長，就任3個月即因腸癌過世。）[1]:777。

### 10月

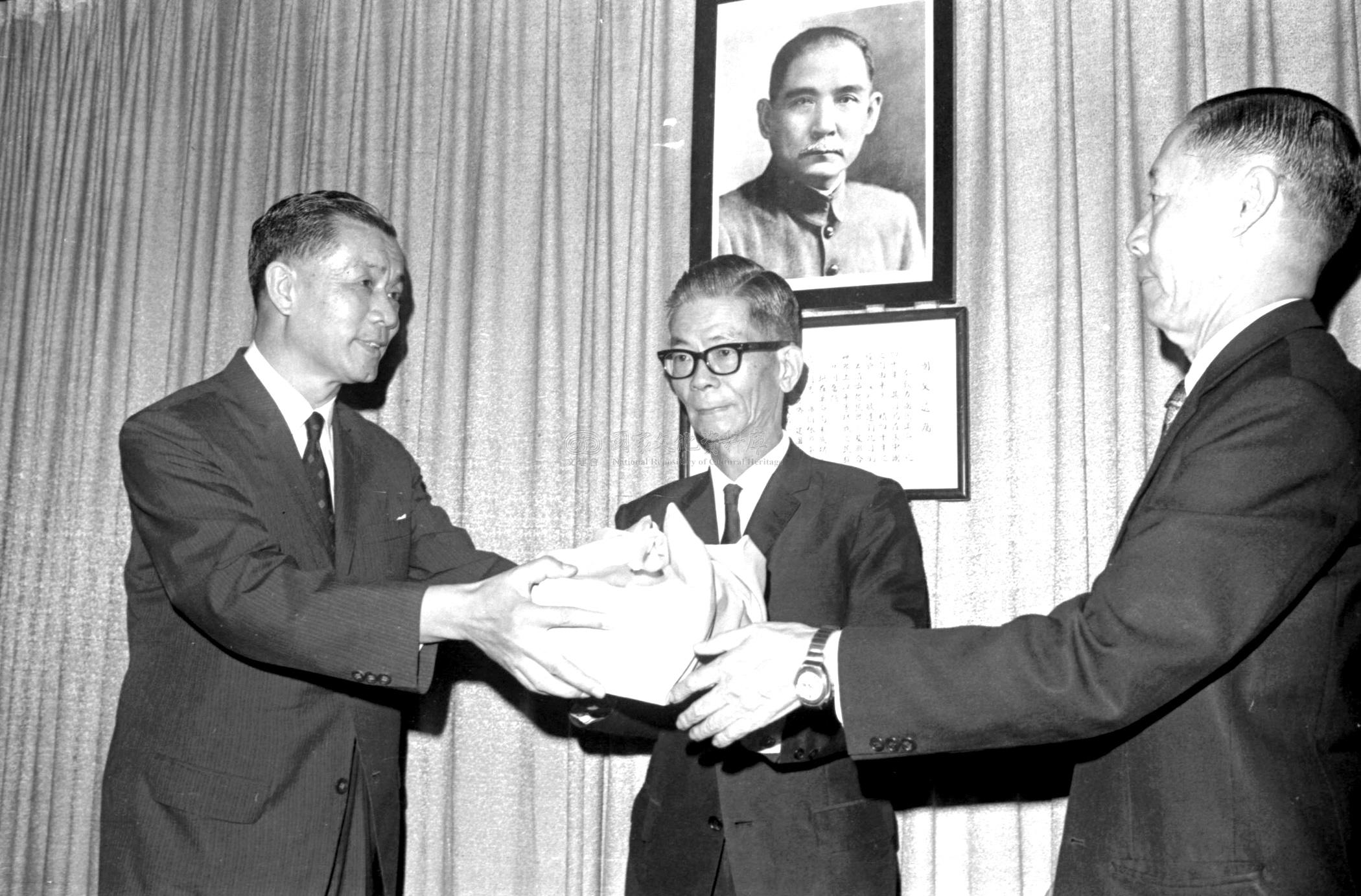
1969年10月11日，新任經濟部長孫運璿與經濟部代理部長張研田舉行交接典禮。

- 10月1日——特任孫運璿為經濟部長，張繼正為交通部長[1]:777。
- 10月6日——華僑救國聯合總會第四次代表大會在臺北舉行（10月9日，僑聯總會通過籌集反攻復國基金1億5,000萬美元。）[1]:777。
- 10月7日——韓國之大韓航空班機首航臺北機場[1]:777。
- 10月11日——中國航運公司6艘萬噸貨櫃船開闢中美航線[1]:777。
- 10月16日——中國青年黨元老左舜生逝世（湖南長沙人，中國抗日戰爭期間任國民參政會參政員、農林部長，後居香港，於1966年5月22日返臺，任國策顧問。）[1]:778。
- 10月20日——省衛生處簽為「山地籍暨離島地區醫護人員養成計劃」本58學年度辦理情形請提府會報告案。
- 10月22日——「中、美」修訂延長「中美空中運輸協定交換照會」[1]:778。
- 10月27日——金門耗資340萬元軍工建成擎天水庫竣工[1]:778。
- 10月31日——中國電視公司開播（12月9日，中視開始播出彩色電視新聞，為亞洲繼日本後第二個，排名世界第八。）[1]:778。

### 11月
- 11月19日——「中、日合作策進會」第十四次會議在臺北市揭幕（11月21日，通過加強兩國民間工業技術合作。）[1]:779。
- 11月22日——行政院長嚴家淦簽署聯合國「世界領袖之人口宣言」；中華顧問工程公司成立[1]:779。
- 11月23日——中國民主社會黨舉行臨時全國代表大會，通過黨章臨時條款，選出11位主席[1]:779。
- 11月24日——國史館與中國國民黨黨史史料編纂委員會合辦「中華民國史料研究中心」[1]:779。
- 11月25日——世界基督教反共聯合會在臺北市成立[1]:779。

### 12月

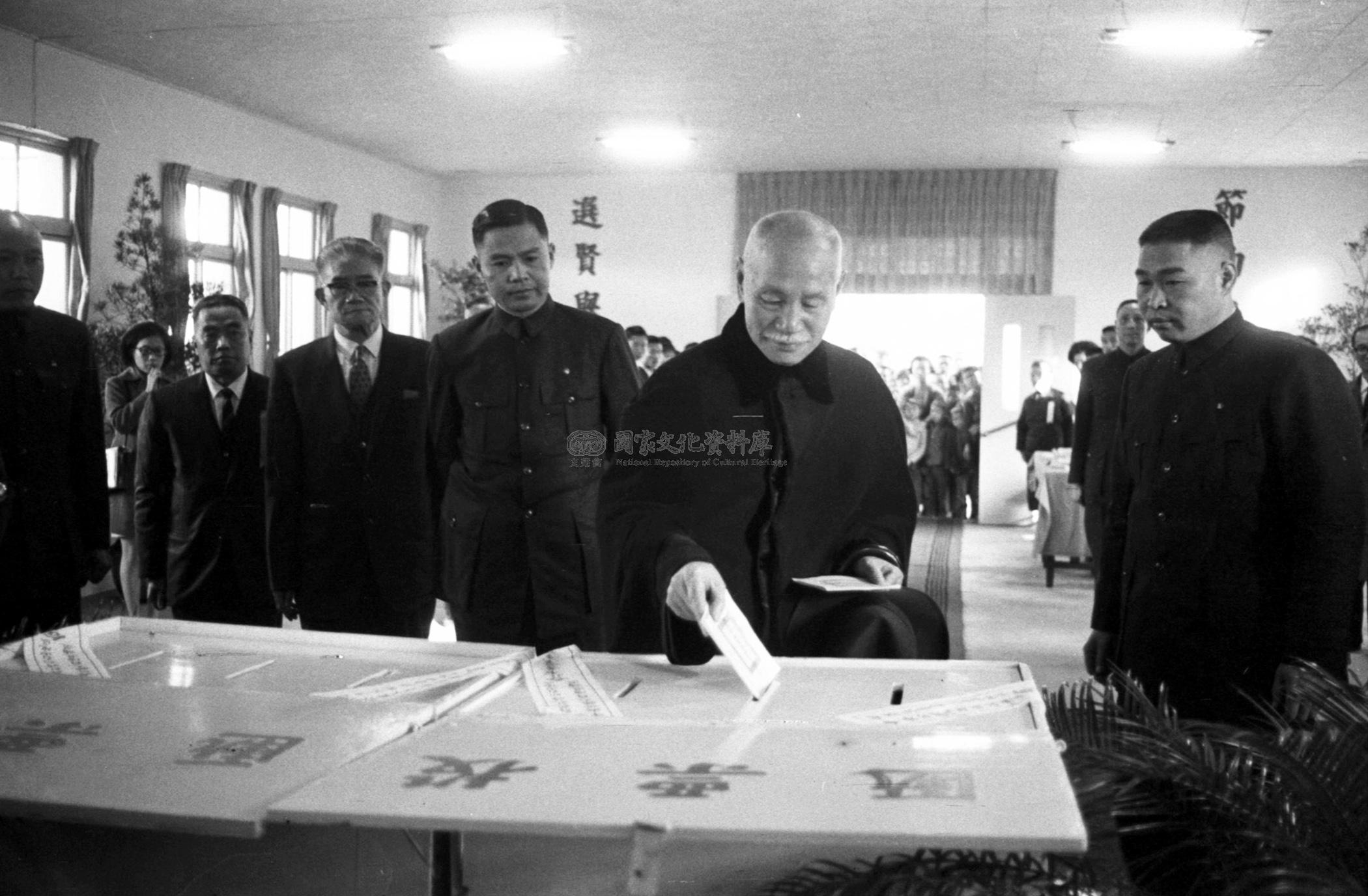
1969年12月20日，總統蔣中正至台北市士林區福林里投票所投票選舉中央公職人員。

- 12月1日——國防部將三軍聯合大學改稱「戰爭學院」，各軍種「指揮參謀大學」改稱各軍種「指揮參謀學院」，改制成立三軍大學[1]:779。
- 12月3日——「中、韓」經濟協會協議，擴大貿易量額[1]:779。
- 12月11日——與泰國之第二屆「中、泰經濟合作會議」在曼谷舉行（12月15日，簽訂技術合作協定。）[1]:780。
- 12月15日——中華電子投資公司成立[1]:780。
- 12月20日——舉行中華民國自由地區中央公職人員增選補選，為國民黨政府遷臺以來首度立法委員增額選舉。黨外陣營當選郭國基、黃信介二人。
- 12月25日——總統府國策顧問羅家倫病逝（祖籍浙江紹興，生於江西進賢，為五四運動健將，歷任清華大學、中央大學校長及國史館館長等職。）[1]:780。

## 出生
参见： 1969年出生
- 1月2日——
  - 胡晴舫：作家。
  - 唐國泰：政治人物。
- 1月6日——劉嘉發：籃球教練。
- 1月17日——許立明：政治人物。
- 1月18日——郑惠元，漫畫家。
- 1月26日——方文山：填詞人。
- 1月27日——
  - 高勝美：歌手。
  - 洪宗熠：政治人物。
- 1月28日——周俊三，籃球運動員。
- 1月29日——何如芸：演員。
- 2月2日——方雪莉：配音員。
- 2月3日——陳育賢：公民記者、攝影師。
- 2月5日——
  - 姚壯憲：遊戲開發商。
  - 吳育仁：政治人物。
- 2月7日——林鴻翔：演員、空服員、飯店經理。
- 2月8日——
  - 吳志揚，政治人物。曾任桃園縣縣長，現任立法委員。
  - 謝銘祐，歌手、詞曲創作人。
- 2月9日——戎祥：演員，是賴芊合之妻，曾任歡喜玉玲龍鼓手，另有經營包子店為副業。
- 2月15日——尤秋興，排灣族歌手。與顏志琳合組「動力火車」。
- 2月16日——李蕙瑛：演員。
- 2月26日——乃慧芳：跳遠選手。
- 3月3日——蔡元生：天文愛好者。
- 3月5日——王定宇，政治人物。曾任臺南市議員，現任立法委員。
- 3月7日——鍾文音：作家。
- 3月8日——林智賢：演員、主持人，是景行廳男孩成員之一。
- 3月9日——
  - 楊力州：導演。
  - 劉建國，政治人物。曾任斗六市民代表、雲林縣議員，現任立法委員。
- 3月10日——
  - 陳文彬：政治人物、演員、導演。
  - 陳凱凌：政治人物。
- 3月14日——白允瑤：跆拳道運動員。
- 3月15日——粘立人：魔術師，因揭穿張穎隔空抓藥的騙術而爆紅。
- 3月19日——黃鈞瑜：棒球捕手。
- 3月22日——馮友薇：配音員。
- 3月29日——劉雲平：政治人物，是移居美國的台灣人，現任聯邦眾議員。
- 4月3日——曾瀞漪：新聞主播、政治人物。
- 4月6日——謝志忠：政治人物。
- 4月15日——林世嘉：政治人物。
- 4月16日——蔡其昌，政治人物。立法委員、立法院副院長。
- 4月17日——任潔玲：歌手。
- 4月19日——劉勝全：政治人物。
- 4月27日——
  - 李翊君，歌手。
  - 鄭雅升，演員，是陳勝在之妻。
- 4月28日——艾雷迪：漫畫家。
- 5月4日——姜秀瓊：導演。
- 5月7日——金友莊，演藝人員。退役空军政战中尉、曾擔任中華民國總統行政專機的空服員。
- 5月10日——石曉楓：作家、文學家。
- 5月12日——陳允萍：警務人員。
- 5月15日——韋旭：新聞主播、廣播主持人。
- 5月17日——周明增：諧星、演員，是許不了之子。
- 5月23日——羅世雄：政治人物，是羅傳進之子。
- 5月28日——陳俊傑：演員。
- 5月29日——邱妙津，作家。著名女同性戀小說作家，代表作《鱷魚手記》。（1995年逝世）
- 5月31日——
  - 詹仁雄，作家、電視節目製作人。
  - 鄭正鈐：政治人物。
- 6月2日——丁雯靜：記者、製作人。
- 6月7日——周傳雄：歌手。
- 6月8日——蔣凱宸：導演、攝影師。
- 6月10日——赫容：演員。
- 6月11日——王立任：政治人物。
- 6月12日——謝宇威：歌手、演員。
- 6月17日——敖國珠，主播、節目主持人。
- 6月19日——鄭麗君：政治人物。
- 6月22日——車炎江：音樂學家。
- 6月30日——潘美辰：歌手。
- 7月1日——章志彬：廣播主持人，是移居美國的台灣人，現為舊金山灣區華語廣播。
- 7月2日——賴香吟：作家。
- 7月3日——莊河源：漫畫家。
- 7月11日——
  - 鄭宗弦：作家。
  - 陶喆，歌手、音樂製作人。
- 7月14日——史哲：政治人物。
- 7月15日——金瑞龍：政治人物。
- 7月16日——葉林傳：政治人物。
- 7月18日——朱志清：籃球助理教練。
- 7月19日——林琮翰：政治人物。
- 7月21日——湛蓉：演員。
- 7月24日——周美玲：記者、導演。
- 7月26日——岳虹：演員。
- 7月27日——陳麗玲：政治人物。
- 7月30日——李建平：企業家。
- 8月4日——王郁琦，政治人物。曾任馬英九政府總統府發言人、陸委會主委。
- 8月7日——連凱：歌手、演員，是Alive成員之一。原在台灣出道，1996年赴香港發展。
- 8月8日——蔡明里：體育主播。
- 8月11日——黃文玲：政治人物、律師。
- 8月12日——伍麗華：政治人物。
- 8月16日——
  - 魏德聖，導演。代表作品《海角七號》、《賽德克·巴萊》。
  - 胡九蟬：畫家。
  - 鄭宏輝：政治人物。
- 8月17日——林朝煌：棒球教練。
- 8月20日——
  - 李維菁：作家、記者。
  - 張協進：棒球選手。
- 8月21日——陳彥伯，記者、政治人物。現任臺北市議員。
- 8月24日——熊天平：歌手。
- 8月25日——
  - 楊宗憲，第四屆金曲獎『最佳方言歌曲男演唱人』得主。
  - 林宜瑾：政治人物。
- 8月28日——孫大千，政治人物。曾任立法委員。
- 8月29日——鄭志龍，籃球運動員。
- 9月1日——
  - 潘儀君：演員。
  - 李德維：政治人物。
- 9月2日——胡長豪：棒球選手。
- 9月6日——侯昌明，電台主持人。
- 9月7日——蔡昱詳：棒球選手。
- 9月10日——
  - 蔣雅淇：新聞主播、廣播主持人、製作人、電視台台長。
  - 王金山：政治人物。
- 9月11日——曾盈富：黑道人物。
- 9月12日——葉全真，電影、電視演員。
- 9月13日——唐飛：歌手。
- 9月17日——胡黃廣文：政治人物。
- 9月20日——黃乙玲，著名台語女歌手。
- 9月24日——高欣欣，演員。
- 9月25日——萬美玲：政治人物。
- 9月28日——陳大為，國立臺北大學中文系教授。
- 10月2日——劉爾金，演員、主持人、相聲表演藝術家。
- 10月7日——金玉嵐：歌手、演員。
- 10月9日——蘇偉碩：醫師。
- 10月12日——
  - 歐得洋：歌手。
  - 卓琨原：棒球選手，現被終身禁賽。
- 10月13日——賈孝國：演員、導演。
- 10月18日——
  - 鄭志偉，演員、節目主持人。
  - 黃珊珊：政治人物。
- 10月19日——依歡：漫畫家。
- 10月20日——許育典：政治人物、法學家。
- 10月21日——郝譽翔：小說家、文學家。
- 10月22日——
  - 何奕東：演員。
  - 江永昌：政治人物。
- 10月23日——江聰淵：政治人物。
- 10月29日——陶晶瑩，節目主持人、作家。
- 11月1日——柳書琴，台灣文學研究者。現任教於清華大學台灣文學所。
- 11月7日——蘇姿丰：企業家，是移居美國的台灣人，現任AMD公司總裁暨執行長。
- 11月8日——吳利成：政治人物、教師。
- 11月12日——鄭麗文：政治人物。
- 11月13日——
  - 痞子蔡，本名蔡智恆，作家。代表作《第一次的親密接觸》、《檞寄生》。
  - 梁又南：演員，是方琦之母。
- 11月16日——戴立綱，媒體人、記者。
- 11月21日——聞天祥：作家、電影評論家。
- 11月23日——饒慶鈴：政治人物，是饒穎奇之女。
- 11月24日——王彩樺，女歌手、節目主持人。
- 11月25日——徐華鳳：演員、主持人。
- 11月26日——康世明：政治人物，是康世儒之兄。
- 12月3日——柳信美：花式撞球選手。
- 12月7日——童振源，政治經濟學者。曾任國安會諮詢委員、行政院發言人，現任臺灣駐泰國代表。
- 12月12日——姚人多，社會學者。曾任國家安全會議諮詢委員，現任總統府副秘書長。
- 12月22日——
  - 孟庭葦：歌手、主持人。
  - 謝念祖：導演。
- 12月24日——陳如山：歌手，是四分衛主唱。

## 逝世
- 7月13日——李源棧，政治人物。黨外運動先驅。（1910年出生）
- 9月16日——殷海光，自由主義學者。曾任教台大哲學系、於《自由中國》著文。（1919年出生）
- 12月25日——羅家倫，教育家、歷史學家。（生於1897年）